# 翠貝卡電影節
翠貝卡電影節（英語：Tribeca Film Festival），在2002年，由珍·羅森索、克雷格·赫克奧夫，以及罗伯特·德尼罗所推動的電影節，每年春天在紐約舉行。
此電影節是在2001年九一一袭击事件之後成立，位於曼哈頓下城的「翠貝卡」。2006年至2007年，電影節收到超過8600套電影，並放映1500套。每年超過300萬人次參加，經濟效益可達6億美元。
因應COVID-19疫情，2020的電影節被延後舉辦。

## 連結
- tribecafilmfestival.org